# 콩고민주연합
콩고민주연합(프랑스어: Rassemblement Congolais pour la Démocratie, 약어: RCD)은 콩고민주주의를 위한 집회(Rally for Congolese Democracy)라고도 알려진 콩고 민주 공화국(DRC) 동부 지역에서 활동했던 정당이자 전 반군 단체이다. 르완다 정부의 지원을 받았으며, 제2차 콩고 전쟁(1998~2003) 당시 주요 무장 세력이었다. 2003년에 사회자유주의 정당이 되었다.

## 같이 보기
- 키부 분쟁